# 上部ドイツ語

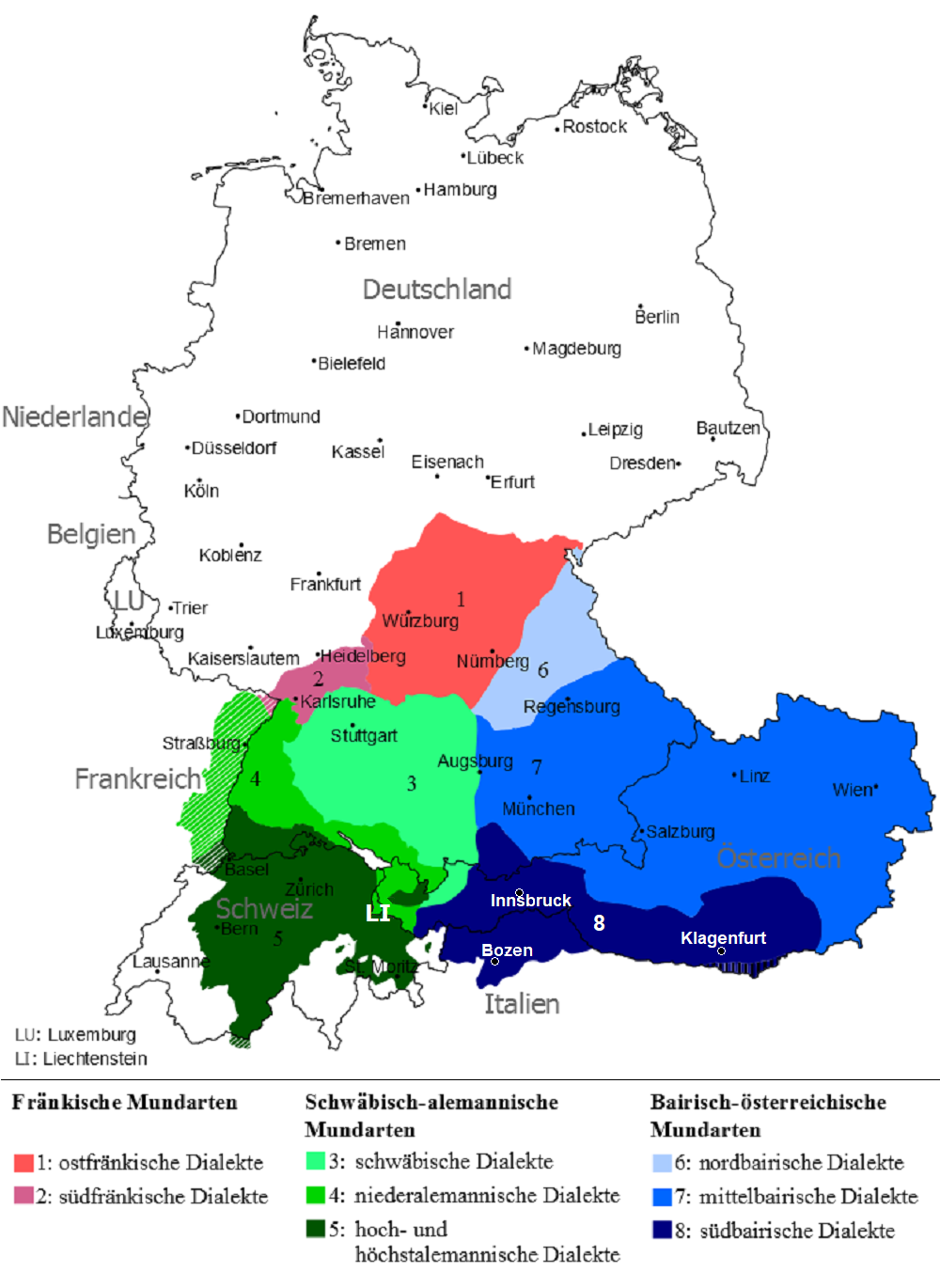
上部ドイツ語の地域

上部ドイツ語（じょうぶどいつご、独: Oberdeutsch、アレマン語: Owerdeitsch、バイエルン語:Obadeitsch）とは、ドイツ語のうち、高地ドイツ語に属し、同系統の中部ドイツ語とともに第二次子音推移を経たドイツ南部の言語群を指す。「南ドイツ語」または「南部ドイツ語」(Süddeutsch)とも呼ばれる。

## 概要
上部ドイツ語は大きく分けると、ドイツ中南部のネッカー川とマイン川流域のフランケン地方（ヴュルテンベルク地方も含む）を中心とした上部フランケン語、ドイツ南東部とオーストリアの大部分であるドナウ川とその支流であるイーザル川を中心としたバイエルン語、ドイツ南西部のバーデン地方、スイス、フランス最東端のアルザス地方のライン川上流流域および、ドイツ南中部のシュヴァーベン地方（バイエルン・シュヴァーベン地方を含む）、リヒテンシュタイン、オーストリア西部などのイン川とレヒ川（ともにドナウ川の支流）流域を中心としたアレマン語の言語に分かれている。
中部ドイツ語と比較すると、子音推移の破裂音の無声化の傾向が強く、南部ドイツ語特有の発音が滑らかなのが特徴である。上部ドイツ語の地域はイタリア北部に近く、イタリア語の影響が若干ある。たとえば中部ドイツ語のche（ヒェ）が「キェ」となり、ti（ティ）が「ツィ」となり（Latin regional pronunciationを参照）、ig（イッヒ）が「イック」と発音されるなど、中部ドイツ語との相違点が多い。

## 分類
- 上部ドイツ語（Oberdeutsch）
  - 上部フランケン諸語（Oberfränkisch） - 上部フランク方言、「フランケン語」に分類される。
    - 東フランケン語（Ostfränkisch） - 主にヘッセン州南東部の一部とテューリンゲン州南西部のズール、マイニンゲン、ゾンネベルクなど、ケムニッツ地方西部のプラウエン、バイエルン州北部にあるウンターフランケン、ミッテルフランケン、オーバーフランケンといった現在のフランケン地方で話される。
      - フォクトラント方言（Vogtländisch）
      - エルツ方言（Erzgebirgisch）

    - 南フランケン語（Südfränkisch） - 「南ライン・フランケン語」とも呼ばれ、プファルツ地方（ライン地方）南東部、バーデン＝ヴュルテンベルク州北部にあるハイルブロンフランケン地方、カールスルーエ地方、ラインネッカー地方などフランケン地方南西部にあるヴュルテンベルク地方で話される。
      - ヴュルテンベルク方言（Württembergisch） - 主にヴュルテンベルク地方を中心に話される。

  - バイエルン諸方言（Bairisch） - 主にバイエルン州とオーストリアで話される。オーストリアで話されるものを「オーストリア語」(Österreichisch)と呼び区別して扱うこともある。
    - 北バイエルン方言（Nordbairisch） - レーゲンスブルクなど、バイエルン州中部で話される。
    - 中部バイエルン方言（Mittelbairisch） - ミュンヒェン、ザルツブルク、ヴィーンなど、バイエルン州南部とオーストリア北部で話される。
    - 南バイエルン方言（Südbairisch） - インスブルックとリエンツおよびグラーツなど、オーストリア南部で話される。
      - ゴットシェー語（Gottscheerisch） - スロベニア中部のカルニオラ地方と南部のコチェーヴィエ地方で話される。
      - モケーニ語（Mochenische） - イタリア北部のトレント自治県で話される。
      - キンブリ語（Zimbrische, Tzimbrische） - イタリア北部のトレント自治県のルゼルナ、ヴィチェンツァ県のセッテ・コムーニ（アジアーゴ高原）[1]、ヴェローナ県のトレディチ・コムーニ（レッシニア）[2]で話される。

  - アレマン語（Alemannisch） - シュトゥットガルト - ドイツ語圏スイスとアルザス地方と相互に影響していると指摘される。リヒテンシュタイン公国、オーストリア最西部・フォアアールベルク州などで話される。
    - シュヴァーベン方言（Schwäbisch） - シュヴァーベン地方（バイエルン・シュヴァーベン地方を含む）で話される。
    - スイスドイツ語（Schweizerdeutsch） - ドイツ語圏スイスで話される。
    - アルザス方言（Elsässerdeutsch） - シュヴァルツヴァルトやアルザス地方（アルザス＝ロレーヌ）を含むバーデン地方西部で話される。
    - フォアアールベルク語（Vorarlbergerisch） - フォアアールベルク州の方言の総称。言語学上の分類ではない。実際にはフォアアールベルク州は低地アレマン語のボーデン湖アレマン語、高地アレマン語、最高地アレマン語などの様々な方言地域に分かれる。